# اچ‌ام‌اس منلائوس (۱۸۱۰)

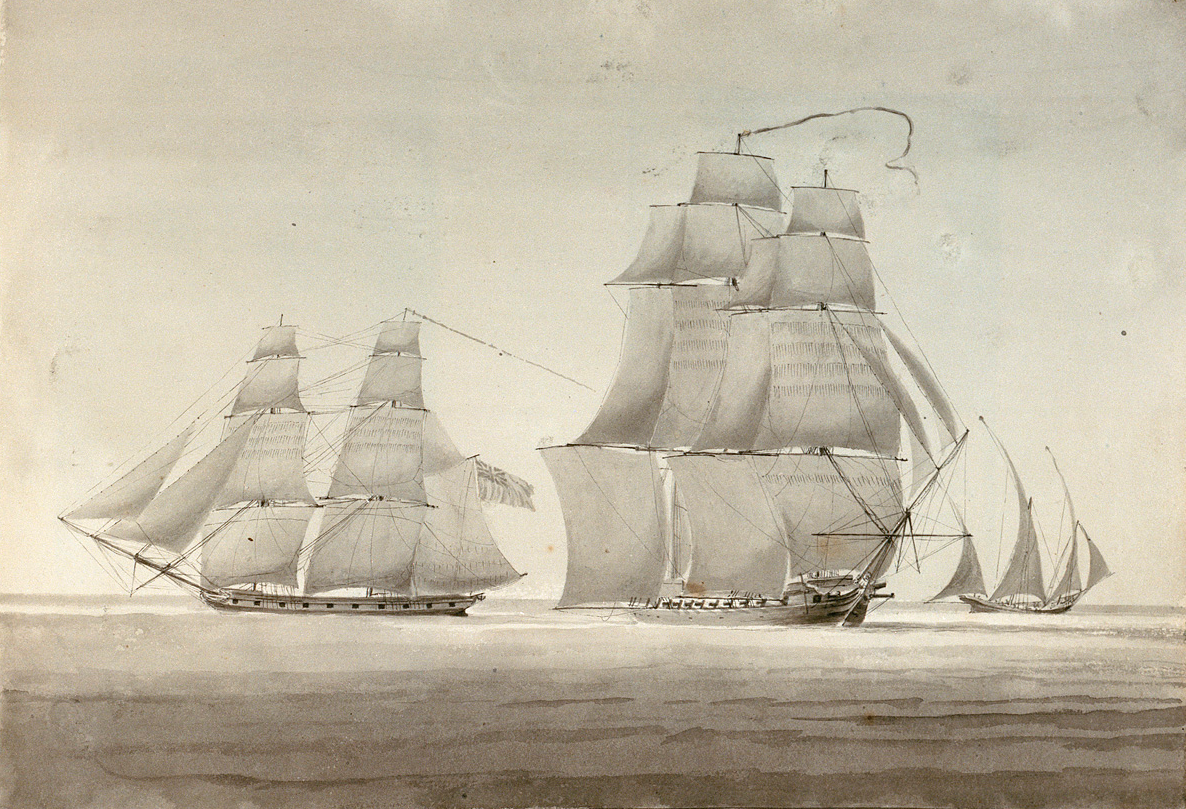
تصویر نقاشی شده آن کشتی

اچ‌ام‌اس منلائوس (۱۸۱۰) (به انگلیسی: HMS Menelaus (1810)) یک کشتی بود که طول آن ۱۵۴ فوت (۴۷ متر) بود. این کشتی در سال ۱۸۱۰ ساخته شد.